# Dita Parlo
Dita Parlo (nascida Grethe Gerda Kornstädt; Estetino, 4 de setembro de 1908 — Paris, 12 de dezembro de 1971) foi uma atriz alemã.
Nascida em Stettin (nos dias de hoje Estetino na Polônia), Parlo fez sua primeira aparição no filme Homecoming' em 1928 e rapidamente se tornou uma atriz popular na Alemanha. Durante a década de 1930 atuou em filmes em língua alemã e francesa, alcançando sucesso em L'atalante (1934) e La grande illusion (1937)
Tentou estabelecer uma carreira em filmes norte-americanos mas, apesar de ter obtido alguns papéis Hollywood, não estendeu seu sucesso além da Europa. Com a eclosão da segunda guerra mundial, Parlo retornou à Alemanha. Apareceu em apenas três filmes durante os últimos trinta anos de sua vida fazendo sua última aparição em 1965.
Em tempos mais recentes, foi referênciada  por Madonna, que disse ser fascinada por Parlo, assim denominando Dita ao seu personagem no livro Sex, e no álbum Erotica, de 1992. A primeira faixa e título do álbum começa com a seguinte frase: My name is Dita, I'll be your mistress tonight…  (Meu nome é Dita, serei sua amante esta noite …).
A modelo e artista burlesca Dita Von Teese também aderiu ao nome Dita em homenagem à Parlo.

## Filmografia
- 1928 Heimkehr
- 1928 Die Dame mit der Maske
- 1928 Ungarische Rhapsodie
- 1929 Manolesu - Der König der Hochstapler
- 1929 Melodie des Herzens
- 1930 Kismet
- 1930 Au bonheur des dames
- 1931 Die heilige Flamme
- 1931 Menschen hinter Gittern
- 1931 Tropennächte
- 1931 Honor of the Family
- 195646465
- 1931 Wir schalten um auf Hollywood
- 1933 Rapt
- 1933 Mr. Broadway
- 1934 L'atalante
- 1936 Mademoiselle Docteur
- 1937 La grande illusion
- 1937 Under Secret Orders
- 1938 L'affaire du courrier de Lyon
- 1938 Ultimatum
- 1938 La rue sans joie
- 1938 Paix sur le Rhin
- 1938 L'inconnue de Monte Carlo
- 1940 L'or du Cristobal